# Gare d'Aurora
La gare d'Aurora est une gare de trains de banlieue à Aurora en Ontario. La gare est située sur Wellington Street, 700 mètres à l'ouest de Yonge Street. Elle est desservie par les trains de banlieue de la ligne Barrie de GO Transit.

## Situation ferroviaire
La gare est située à la borne 29,9 milles (48,1 km) de la subdivision Newmarket de Metrolinx, entre les gares de Newmarket et de King City. La subdivision Newmarket s'incurve vers le sud-ouest, traversant Yonge Street avant de s'approcher au canton de King. De l'autre côté, la ligne continue vers le nord et s'approche à la ville de Newmarket.

## Histoire

### Ontario, Simcoe & Huron Railway
La première gare d'Aurora a été construite en 1853 par l'Ontario, Simcoe & Huron Railway (OS&H) alors que sa construction progressait vers le nord en direction de Collingwood. Bien qu'il n'existe aucune photographie connue de cette gare, il s'agissait probablement d'une simple structure en bois, identique à de nombreuses autres gares construites par l'OS&H ailleurs à la même époque. Le premier train est arrivé le 16 mai 1853, allant initialement jusqu'à Aurora, mais le service s'est étendu plus au nord au cours des années suivantes. L'OS&H a été réorganisé pour devenir le Northern Railway of Canada en 1859, et en 1860, un train spécial transportant le Prince de Galles s'est arrêté à Aurora pour prendre du carburant. La gare d'Aurora, en particulier, a été louée pour la façon dont elle avait été décorée avant l'arrivée du Prince.

### Northern Railway et le Grand Tronc
La gare a changé de mains plusieurs fois avant et après le tournant du XXe siècle. En juin 1879, le Northern Railway a fusionné avec le Hamilton & North Western Railway. L'écartement initialement du chemin de fer était la norme de 1 676 mm établie par le gouvernement du Canada en 1851, mais celle-ci était tombée en désuétude dans les années 1870. La ligne entière de Toronto à Gravenhurst en passant par Aurora a été changée pour un écartement de 1 435 mm en une seule journée le 9 juillet 1881. À peine quelques années plus tard, en 1888, la Northern & North Western a été acquise par le Grand Tronc, une entreprise ferroviaire beaucoup plus importante. Au total, huit trains de passagers s'arrêtaient quotidiennement à Aurora en 1893.
Le hangar à marchandises, un bâtiment auxiliaire adjacent à la gare, a subi un incendie dans des circonstances suspectes. Un incendiaire a tenté de mettre le feu au bâtiment le 24 juillet 1895, mais n'y est pas parvenu. Une deuxième tentative, le 19 août de la même année, a réussi à détruire le bâtiment. À l'époque, le Grand Tronc remplaçait activement les vieilles gares ailleurs, et la décision a été prise de convertir la gare d'origine en hangar à marchandises et de construire une gare de remplacement à partir de zéro.

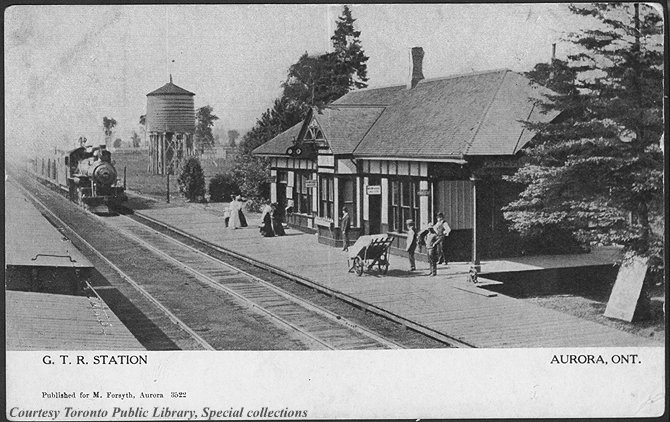
Train à la gare vers 1910.

La gare de remplacement a ouvert ses portes en 1896, mais au grand mécontentement des résidents d'Aurora. Elle a été construite à l'identique d'une autre gare existante à Alvinston, en Ontario, et les gens d'Aurora ont trouvé sa conception inadéquate pour les besoins de la communauté. À tel point que le Grand Tronc a remplacé la gare une fois de plus en 1900, cette fois avec un nouveau design plus largement utilisé. Il s'agissait d'une structure rectangulaire en planches et lattes avec un toit en croupe et des pignons sur les côtés nord, sud et ouest. Une fenêtre en saillie faisait face aux voies, permettant à l'agent de la gare de voir clairement dans les deux directions depuis son bureau. Un château d'eau a été construit à proximité à peu près à la même époque pour remplir les locomotives à vapeur, en utilisant une connexion souterraine aux bornes-fontaines à chaque extrémité du quai. Cette pratique a cessé avec la fin de l'ère de la vapeur, entraînant avec elle l'infrastructure hydraulique. En 1913, quatorze trains au total s'arrêtaient quotidiennement à Aurora.

### Canadien National
Le Grand Tronc a connu des difficultés financières au début du XXe siècle, qui ont abouti à sa nationalisation et à son absorption par le Canadien National en 1923. Avec la popularité croissante de l'automobile au milieu du XXe siècle, le nombre de passagers a commencé à diminuer considérablement. Ce déclin a été accentué par l'achèvement de l'autoroute 400 en 1952, qui était à peu près parallèle à la voie ferrée et desservait plusieurs des mêmes communautés. Le service ferroviaire voyageurs vers Aurora a été presque réduit de moitié, à seulement huit trains par jour en 1955. Le service avait presque disparu jusqu'à ce que le Canadien National mette en place un projet pilote de service de banlieue entre Toronto et Barrie pendant cinq semaines en 1971, à une époque où GO Transit ne desservait que le corridor entre Pickering et Oakville. L'essai a été couronné de succès, mais le service de banlieue régulier vers Aurora n'a pas repris avant 1974. Le train serait connu sous le nom de « Barrie Bullet », avec un départ en direction du nord et un départ en direction du sud, le seul service de ce type à Aurora à l'époque.
Le Canadien National s'est séparé de son dernier service de transport de passagers sous le nom de Via Rail en 1976, qui est devenue une société d'État distincte en 1977. Via a exploité le Barrie Bullet jusqu'à ce que des compressions budgétaires en 1981 l'obligent à cesser ses activités, et GO Transit a repris le service à Barrie l'année suivante.

### GO Transit
Au début, GO Transit assurait un aller-retour en semaine (arrivée le matin, départ l'après-midi), avec des arrêts à Maple, King City, Aurora, Newmarket et Bradford. Le 17 septembre 1990, le gouvernement provincial libéral de David Peterson a annoncé un prolongement de service ferroviaire au nord jusqu'à Barrie, avec un prolongement possible jusqu'à Orillia. Le nouveau service n'était pas assez populaire pour survivre à la récession qui s'annonçait et, le 5 juillet 1993, les coupes budgétaires du gouvernement néo-démocrate ont contraint GO à renverser le prolongement.
Pendant des années, la ligne Bradford a enregistré le plus faible taux de fréquentation du réseau ferroviaire de GO Transit, mais le développement et la croissance de la région du Grand Toronto ont rattrapé le service, augmentant la demande de trains de banlieue au nord de la ville de Toronto. Un deuxième train a été ajouté le 8 septembre 1998, ce qui a entraîné une augmentation de 45 % du nombre d'usagers en quelques mois.
Le 30 janvier 2012, la ligne Bradford a été prolongée jusqu'à Barrie, après que Metrolinx a annoncé des projets pour améliorer les voies, les passages à niveau et les signaux, et pour remplacer 20 kilomètres de voie ferrée qui était largement négligée par le CN,. À l'été 2012, cinq trains circulaient en semaine entre Barrie et Toronto (cinq en direction sud le matin, cinq en direction nord l'après-midi). De plus, à la fin du mois de mai, GO Transit a annoncé qu'un service de train pour les week-ends et les jours fériés serait mis en place pour l'été, avec deux trains circulant à destination et en provenance de Barrie, et quatre trains circulant à destination et en provenance d'East Gwilimbury (avec des correspondances en bus emmenant les passagers jusqu'à Barrie). Bien que l'achalandage de ce service de fin de semaine ait été initialement faible (moins de 150 passagers par jour), le service a été repris pour l'été 2013, et l'achalandage a augmenté à plus de 200 passagers par jour. Le service de fin de semaine est devenu permanent le 31 décembre 2016, faisant de Barrie la deuxième ligne de GO Transit à offrir un service tous les jours tout au long de la journée de service.
En septembre 2011, GO Transit a commencé à travailler sur un projet de construction d'une nouvelle boucle de bus. Le 21 août 2012, la boucle d'autobus a été ouverte à côté du bâtiment de la gare et du quai de train.

### Projet d'expansion
Metrolinx a lancé un projet d'expansion du réseau GO afin d'offrir un service bidirectionnel plus fréquent, toute la journée, sur la ligne de Barrie, jusqu'à toutes les 15 minutes, sept jours sur sept. Les rénovations de la gare d'Aurora comprennent la construction d'un deuxième quai, l'installation d'une deuxième voie, l'ajout de 380 places de stationnement, l'amélioration de la signalisation ferroviaire, la construction d'un nouveau tunnel pour piétons avec ascenseurs et l'installation de dalles tactiles sur le quai est existant pour améliorer l'accessibilité.

## Patrimoine ferroviaire
La gare d’un étage a été construite en style à l’architecture pittoresque selon « un plan normalisé dans le cadre de la stratégie concurrentielle du Grand Tronc visant à promouvoir les services de la compagnie ». Nous notons son empreinte rectangulaire, la masse d’un étage et le toit en croupe à forte pente coupé par des pignons du côté donnant sur la voie et à l’extrémité nord et le poste en saillie du télégraphiste  Il existe aussi une porte cochère pour servir d’abri extérieur aux volumes importants de voyageurs à la gare. Signalons les matériaux d’origine en brique et bois (incluant les portes et fenêtres en bois) qui existent encore, avec « l’intégrité de la nature, de la composition et des finis de tous les éléments originaux de l’architecture Stick Style et du mobilier d’origine, tant à l’intérieur qu’à l’extérieur. » La gare est reconnue Gare ferroviaire patrimoniale.

## Service aux voyageurs

### Accueil
La billetterie de GO Transit est ouverte en semaine de 5 h 10 à 18 h 45, de 9 h 40 à 17 h 15 les fins de semaine et jours fériés. L'ambassadeur de la gare GO peut aider les clients à configurer un type de tarif ou à définir un trajet par défaut sur la carte Presto. Les clients disposent également d'options en libre-service, notamment l'achat d'un billet papier dans un distributeur automatique de billets, le chargement d'une carte Presto dans un distributeur automatique de billets compatible avec Presto, l'achat d'un billet électronique avec leur téléphone intelligent et le paiement au valideur avec une carte de crédit sans contact ou une carte Presto.
La gare est équipée d'une salle d'attente, des toilettes, d'un abri de quai chauffé, de Wi-Fi, d'un téléphone payant, d'un débarcadère et d'un stationnement incitatif. Le stationnement incitatif se dispose des places réservées et d'une zone de covoiturage.

### Dessert
À partir du 8 avril 2023, sept trains en provenance d'Allandale Waterfront et à destination de la gare de Toronto Union s'arrêtent à cette gare pendant la période de pointe du matin, ainsi qu'un train en provenance de Bradford. Aux heures de pointe de l'après-midi, sept trains à destination d'Allandale Waterfront et un train à destination de Bradford s'arrêtent à cette gare. Le week-end, six trains à destination d'Union et six à destination d'Allandale Waterfront s'arrêtent à cette gare.
Un service de bus en heures creuses est proposé entre la gare Union et la gare d'Aurora, ou entre la gare Union et la gare d'East Gwillimbury. Les bus en correspondance continuent jusqu'à la gare d'Allandale Waterfront. Comme GO Transit déplace son service de bus de la gare routière du centre-ville vers Allandale Waterfront, les passagers se dirigeant vers le centre-ville de Barrie doivent faire une correspondance avec les bus locaux de Barrie Transit.

### Intermodalité

#### GO Transit
- 65 Newmarket - Toronto (tous les jours, pour remplacer le service ferroviaire)
  - Direction sud vers la gare Union de Toronto
  - Direction nord vers la gare d'East Gwilimbury
- 68 Barrie - Newmarket (tous les jours, pour relier les trains qui terminent leur trajet à Aurora)
  - Direction nord vers le terminus Barrie

#### York Region Transit
- 31 Aurora North (service suspendu jusqu'à nouvel ordre)
- 32 Aurora South (service de pointe)
  - Direction sud vers Henderson Drive
  - Direction nord vers Stone Road
- 33 Wellington (lundi au samedi)
  - Direction est vers First Commerce Drive
  - Direction ouest vers Aurora High School
- 33A Wellington (lundi au vendredi)
  - Direction est vers Mavrinac Boulevard et St. John's Sideroad
  - Direction ouest vers Aurora High School
- 54 Bayview (lundi au samedi)
  - Direction nord vers la gare d'East Gwilimbury
  - Direction sud vers Yonge Street et Wellington Street

La correspondance est gratuite entre GO Transit et York Region Transit. Les passagers doivent présenter une carte Presto, un billet unitaire de GO Transit ou un laissez-passer journalier valide. La carte Presto calcule automatiquement le rabais et l'applique au compte Presto. La correspondance est valide pendant deux heures à partir d'un autobus de YRT, et pendant trois heures à partir d'un train ou d'un autobus de GO Transit.
Ainsi, le service Mobility On-Request Aurora GO permet de voyager directement entre le quai 5 de la gare d'Aurora et une adresse fixe dans la zone de service, à l'aide d'un véhicule marqué YRT. Les passagers peuvent être pris en charge à leur domicile dans la zone de service et déposés à la gare d'Aurora le matin, puis ramenés à leur domicile le soir.
Le service est disponible en semaine de 5h30 à 9h30 et de 16h à 20h. Les tarifs habituels de la YRT s'appliquent. La carte Presto, les applications YRT Pay et Transit, les cartes de crédit et de débit, ou la monnaie exacte sont acceptées.